# Mel Appleby
Melanie Susan (Mel) Appleby (Hackney, 11 juli 1966 – Westminster, 18 januari 1990) was een Britse zangeres, die op 23-jarige leeftijd overleed aan de gevolgen van kanker. In de jaren tachtig had ze samen met haar zus Kim succes als het popduo Mel & Kim. Onder begeleiding van Stock, Aitken & Waterman bereikten ze met Showing Out (Get Fresh at the Weekend) en Respectable de nummer 1-positie in meerdere landen. Van het album F.L.M. werden wereldwijd zo'n 3 miljoen exemplaren verkocht.
De eerste keer dat er kanker bij haar werd vastgesteld, was in december 1985, nog voor het succes van Mel & Kim. Er werd een tumor bij haar lever verwijderd, maar medio 1987 werd een nieuw gezwel gevonden, ditmaal bij haar ruggengraat. Op 18 januari 1990 overleed Appleby aan een longontsteking, die ze door haar verminderde weerstand niet meer kon overwinnen.